# Tecnonimia
Tecnonimia (en griego antiguo: τέκνον, "niño", y ὄνομα, "nombre"), es la práctica de referirse a los padres por el nombre de sus hijos. Esta práctica se puede encontrar en muchas culturas en el mundo. Este concepto fue introducido por el antropólogo Edward Burnett Tylor en un escrito de su autoría en 1889. Dichos nombres se llaman tecnónimos; se suele hablar también de paidonimia o pedonimia.

## Ejemplos
La tecnonimia se suele ver en numerosas culturas, como ser:
- Onomástica coreana: por ejemplo, si una mujer coreana tiene una hija llamada Soo-min, puede llamarse Su-min Eomma ("madre de Soo-min")[2]
- En el idioma chino se aprecia un fenómeno similar, aunque más flexible. Si el nombre doméstico de un varón es “二儿” (Er'er), entonces el padre del varón podrá llamarle a la madre "他妈"/"孩儿他妈"/"二儿他妈" ("su mamá"/"la mamá del niño"/"la mamá de Er'er").[4] De modo similar, la madre del varón podrá llamarle a su esposo (es decir, al padre del varón) pero sustituyendo "妈" ("mamá") por "爸/爹" ("papá"). Este uso es frecuente entre los padres del varón, pero también puede aparecer en algunos otros escenarios limitados, por ejemplo, cuando el maestro del varón llama a sus padres.
- En el mundo árabe: si, por ejemplo, un hombre saudí de nombre Hasan tiene un hijo varón llamado Zayn, entonces Hasan será conocido desde entonces como Abu Zayn (lit. "padre de"). Del mismo modo, Umm Malik (Malik es un nombre utilizado en varones) es "madre de Malik". En árabe, esto se llama kunya y se emplea como un símbolo de respeto por otros.
- El pueblo nupe de Nigeria: si, por ejemplo, un hombre tiene un hijo de nombre Isyaku, se le conocerá como Baba Isyaku, mientras que la madre será conocida como Nna Isyaku.